# Ernesto Ureta
Ernesto Rubén Ureta (Avellaneda, 21 de octubre de 1950) es un brigadier retirado de la Fuerza Aérea Argentina. Formó parte del Grupo 4 de Caza que el 30 de mayo de 1982 atacó ―en el marco de la guerra de las Malvinas― al HMS Invincible.
A raíz de esta acción fue merecedor de la más alta condecoración militar otorgada por la República Argentina: la Cruz al Heroico Valor en Combate, y fue declarado «Héroe Nacional».

## Guerra de las Malvinas

### Ataque al HMSInvincible

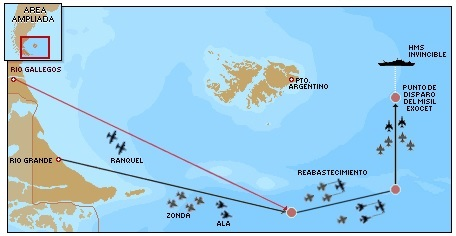
Ataque al portaviones HMS Invincible (R05) el domingo 30 de mayo de 1982.

En el marco de la guerra de las Malvinas, al mediodía del día 30 de mayo de 1982 despegó desde la Base Aérea Militar de Río Grande en la provincia de Tierra del Fuego una fuerza conjunta aeronaval que estaba conformada por dos Super Étendard (con indicativo «Ala»). Esta fuerza estaba comandada por el capitán de corbeta Alejandro Francisco, quien portaba el último misil Exocet AM 39 que poseían las fuerzas armadas argentinas.
También participaron el teniente de navío Luis Collavino en apoyo de radar y cuatro A-4C Skyhawk armados con tres bombas retardadas por paracaídas (BRP) de 250 kilogramos cada una. Las aeronaves conformaron el Grupo 4 de Caza (con indicativo «Zonda»), que estaba comandado por el primer teniente Ernesto Ureta (con 31 años de edad), y acompañado por Omar Jesús Castillo, alférez Gerardo Guillermo Isaac (en el avión C-318) y José Daniel Vázquez como jefe de la escuadrilla. El día 29 de mayo, los cuatro A-4C habían despegado desde la base de Puerto San Julián en la provincia de Santa Cruz rumbo a Río Grande.
Los 6 aviones antes de atacar el Invencible reabastecieron con 2 Hércules KC-130, el TC 70 al mando del vicecomodoro Roberto Noé indicativo "Gallo" y el TC 69 del vicecomodoro Luis Litrenta, indicativo "Cacho". Luego del ataque los dos A-4C que completaron la misión volvieron a reabastecer.
Los argentinos dispararon el misil Exocet al HMS Invincible, donde según la versión argentina habría impactado en la base de la torre de mando de la embarcación. Cabe destacar que el Reino Unido oficialmente niega el ataque, teniendo distintas versiones sobre el último Exocet.
Al momento del disparo, los cuatro A-4C se lanzaron sobre la estela del misil. En ese momento un misil británico explotó en el avión de José Daniel Vázquez, cayendo al mar. Luego de ello, los aviones argentinos restantes lanzaron sus bombas sobre la cubierta del Invincible. Cuatro horas más tarde de iniciada la operación, Ureta e Isaac regresaron a Río Grande.

## Condecoraciones
Fue condecorado con la Cruz al Heroico Valor en Combate que es la más alta condecoración militar otorgada por la República Argentina, y según Ley 22 607 (del año 1982) la que establece es concedida al personal militar, personal de las fuerzas de seguridad, fuerzas policiales, civiles, argentinos o extranjeros, que en combate motivado por acontecimientos extraordinarios revistan carácter de función de guerra, realicen una acción ponderable que se destaque considerablemente de las pautas de conducta, consideradas correctas.